# Ярослав Дробний (футболіст)
Ярослав Дробний (чеськ. Jaroslav Drobný, нар. 18 жовтня 1979, Початки) — чеський футболіст, воротар, згодом — футбольний тренер.

## Клубна кар'єра
У дорослому футболі дебютував 1999 року виступами за команду клубу «Динамо» (Чеські Будейовиці), у якій провів два сезони, взявши участь у 46 матчах чемпіонату.
Своєю грою за цю команду привернув увагу представників тренерського штабу грецького клубу «Паніоніос», до складу якого приєднався 2001 року. Відіграв за клуб з Неа-Смірні наступні чотири сезони своєї ігрової кар'єри. Більшість часу, проведеного у складі «Паніоніоса», був основним голкіпером команди.
2005 року перейшов до англійського «Фулгем», у складі якого, втім, жодної гри в англійській Прем'єр-лізі не провів. Натомість гравця було віддано в оренду до нідерландського «АДО Ден Гаг».
У 2006 уклав контракт з іншим англійським клубом, «Іпсвіч Таун». Як і у випадку з «Фулхемом», стати основним голкіпером цієї команди Дробному не вдалося, і на початку 2007 він опинився в оренді в німецькому «Бохумі», де став стабільно виходити у стартовому складі.
Виступаючи за «Бохум», привернув увагу представників іншого німецького клубу, берлінської «Герти», яка влітку того ж 2007 року викупила контракт чеського воротаря. Провів у Берліні три досить вдалих сезони, протягом яких відіграв за малим 100 матчів у Бундеслізі.
До складу «Гамбурга» приєднався влітку 2010 року. Провів за гамбурзький клуб 76 матчів у національному чемпіонаті. Згодом захищав кольори команд «Вердер» та «Фортуна», завершив ігрову кар'єру в складі клубу в якому починав власне кар'єру «Динамо» (Чеські Будейовиці).

## Виступи за збірні
1997 року дебютував у складі юнацької збірної Чехії, взяв участь у 6 іграх на юнацькому рівні.
Протягом 1998–2002 років залучався до складу молодіжної збірної Чехії. На молодіжному рівні зіграв у 17 офіційних матчах.
2009 року дебютував в офіційних матчах у складі національної збірної Чехії. Провів у формі головної команди країни 7 матчів.

## Титули і досягнення
- Чемпіон Європи (U-21): 2002